# وو ونجوان
وو ونجوان (انگلیسی: Wu Wenjuan؛ زادهٔ ۵ ژوئیهٔ ۱۹۸۱) بازیکن زن هندبال اهل چین بود. وی در بازی‌های المپیک تابستانی ۲۰۰۸ شرکت کرده‌است.